# Isnard de Sabran
Isnard de Sabran (França, 1275 - Catània, Sicília, 1297) fou un noble francès.
Fill d'Ermengol II d'Ansouis i Laudune d'Albe de Roquemartin. Germà d'Elzéar II de Sabran, Cecília de Sabran i Amphelise de Sabran, i germanastre de Guillem de Sabran, tercer comte d'Ariano; Eustaqui de Sabran; Sibil·la de Sabran i Beatriu de Sabran
Es va casar amb Margarida de Villehardouin, senyora de Matagrifó, amb qui va tenir dues filles: 
- Isabel de Sabran, Infanta de Mallorca
- Margarida de Sabran